# Raymond Wells

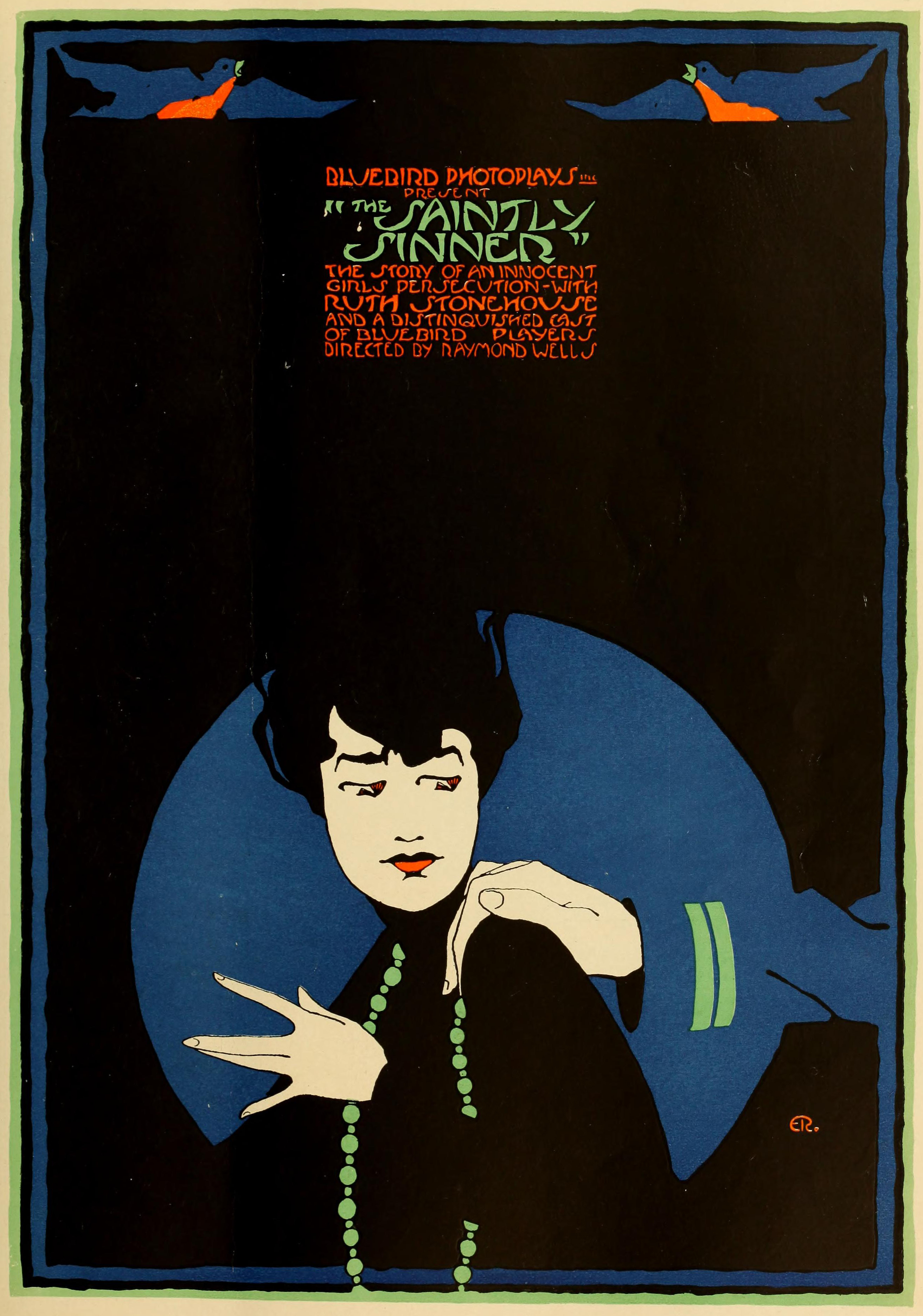
The Saintly Sinner, 1917

Raymond Wells, a veces conocido como Raymond B. Wells (14 de octubre de 1880 – 9 de agosto de 1941), fue un director, actor y guionista cinematográfico de nacionalidad estadounidense, activo en la época del cine mudo.
Nacido en Anna, Illinois, su verdadero nombre era Frank Wells Martin. Falleció en Los Ángeles, California, en 1941.

## Filmografía

### Director
- 1916: The Law and the Lady
- 1916: Kinkaid, Gambler
- 1916: The Lady From the Sea
- 1916: The Caravan
- 1917: Fighting for Love
- 1917: Fighting Back
- 1917: Fanatics
- 1917: The Gunman's Gospel
- 1917: The Fifth Boy
- 1917: Mr. Dolan of New York
- 1917: Love Aflame
- 1917: The Pace That Kills
- 1917: The Terror
- 1917: The Hero of the Hour
- 1917: The Saintly Sinner
- 1918: His Enemy, the Law
- 1918: Old Love for New
- 1918: The Hand at the Window
- 1918: Those Who Pay
- 1918: Mlle. Paulette
- 1918: The Man Above the Law
- 1918: The Hard Rock Breed
- 1918: The Law of the Great Northwest
- 1918: The Flames of Chance
- 1919: The Ranger of Pike'S Peak
- 1919: In the Land of the Setting Sun
- 1928: Souls Aflame
- 1928: Fagasa

### Actor
- 1915: The Feud, de Fred J. Butler
- 1915: The Deadly Focus
- 1915: The Sable Lorcha, de Lloyd Ingraham.
- 1915: Old Heidelberg, de John Emerson
- 1915: Gridley'S Wife, de Giles R. Warren
- 1916: The Americano, de John Emerson.
- 1916: Sunshine Dad, de Edward Dillon.
- 1916: The Flying Torpedo, de John B. O'Brien
- 1917: Anything Once, de Joseph De Grasse.
- 1926: Oh, What A Nurse!, de Charles Reisner.
- 1926: Tony Runs Wild, de Tom Buckingham.
- 1926: The Yankee Senor, de Emmett J. Flynn
- 1927: Death Valley]], de Paul Powell.
- 1927: Jewels Of Desire, de Paul Powell.
- 1927: The Thrill Seekers, de Harry Revier.
- 1928: Burning Bridges, de James Patrick Hogan.
- 1935: Trails Of Adventure, de Buffalo Bill Jr.